# Oligarkins järnlag
Oligarkins järnlag, eller Oligarkins järnhårda lag, är en klassisk samhällsvetenskaplig princip formulerad och utvecklad av den tyska sociologen Robert Michels (1876–1936) i hans bok Zur Soziologie des Parteiwesens in der modernen Demokratie från 1911 (svensk översättning Organisationer och demokrati, 1983). Lagen säger att varje organisation, oavsett om den är demokratisk eller auktoritär, så småningom och oundvikligen utvecklas till en oligarki eller fåtalsvälde.
Darcy K. Leach sammanfattar mekanismerna som ligger bakom Oligarkins järnlag i tre steg:[källa behövs]
1. En organisation kräver administration.
2. Administrationen ökar makten hos vissa i organisationen.
3. Makt korrumperar.

Detta beror inte på någon ledares ondska utan på strukturella orsaker. Varje organisation behöver någon form av ledning. De som är engagerade och tar ett större ansvar i organisationen belönas med ledande roller. Ledningen organiserar sig därefter som en grupp för att stärka sina gemensamma intressen. När en organisation blir permanent, bildas ett funktionärsskikt, som förr eller senare blir till fåtalsvälde.

## Historik
Robert Michels slogs av att de socialistiska partierna i Europa liksom de traditionella borgerliga partierna kom att domineras av ledare, trots deras demokratiska ideologi. Genom att studera politiska partier drog Michels slutsatsen att problemet låg i organisationens natur. Michels menade att organisation och oligarki är två sidor av samma mynt. Den moderna demokratin tillåter att politiska partier uppstår, men när de växer sig större blir de samtidigt allt mindre demokratiska.

## Orsaker
Ledarna utvecklar kunskap och kompetens inom sina områden. Dessutom bildar de en ledningsgrupp som avskärmar dem från övriga organisationen och befäster deras ämbeten. Genom denna utformning av organisationen blir gräsrötterna mindre kunniga än sina överordnade.
Byråkratisering och specialisering är de drivande processerna bakom Oligarkins järnlag. Det skapas en specialiserad grupp i toppen av den hierarkiska organisationen, vilket i sin tur leder till rationalisering av myndighet och beslutsfattande.
Människor som är skickliga på att få sin vilja igenom och övertyga andra om riktigheten i sina åsikter uppnår ofta ledande positioner i en organisation, enligt Michels. När de har blivit ledare ökar deras makt och prestige ytterligare.
Ledarna styr över resurserna inom organisationen. De kontrollerar informationen som strömmar genom kommunikationskanalerna. Ledarna har också starka motiv att övertyga organisationen om riktigheten i sina åsikter, och de använder sin makt och myndighet att göra detta.
Detta beror på bristen på tekniska hjälpmedel för många människor att träffas och debattera, och också på att människor känner ett behov av att ledas, menade Michels. Barn får lära sig att se upp till och lyda sina föräldrar och lärare under uppväxten. I en organisation övertar ledarna deras roll. Därför tenderar gräsrötterna att se upp till de politiska ledarna och de är i allmänhet beredda att låta ledarna att utöva makt över de flesta frågor.
Ledare styr sina underordnade genom att kontrollera negativa och positiva sanktioner. De belönar önskvärt beteende bland de underordnade och motarbetar beteenden som de inte önskar.  Sanktionerna kan innebära att bevilja eller avslå förslag, tilldela arbetsuppgifter, marknadsföra, degradera och - den mest positiva av alla sanktioner - befogenhet att främja.
Oligarkin blir självförstärkande genom att en viss social rörlighet tillåts inom organisationen. Ledarna tenderar att främja de lägre tjänstemän som delar deras åsikter, med följden att oligarkin blir självförstärkande.

## I fiktion
En liknande och också den djupt pessimistisk syn som Michels utvecklas i romanen Flugornas herre (1954) av William Golding. Andra litterära men med mer positiva infallsvinklar finns bland annat i Pjotr Kropotkins verk Inbördes hjälp (1902).